# Gerda Muller
Pour les articles homonymes, voir Gerda.
Gerda Muller (née le 21 février 1926 à Naarden, aux Pays-Bas) est illustratrice et auteure de livres pour enfants d'origine néerlandaise. Certains albums sont signés du pseudonyme Gerda. 
Elle est connue pour ses illustrations pour la collection du père Castor de Flammarion et notamment Marlaguette et Perlette goutte d'eau de Marie Colmont, Les Bons amis, Trois petits cochons et La Chèvre et les biquets de Paul François ou encore Boucle d'or de Rose Celli.
Dans les années 1970, elle illustre les méthodes de lecture Lisons, Lisette pour les éditions Belin et dans les années 1980, elle illustre la série des Turlutins d'Anne-Marie Chapouton.
Gerda Muller écrit aussi elle même certains ouvrages comme La Fête des fruits, Ça pousse comment ? ou Mon Arbre publiés à L'École des loisirs.
Elle a illustré 130 livres.
Elle a obtenu la mention Prix critique en herbe de la Foire du livre de jeunesse de Bologne en 1976 pour Nours et Pluche, les petits koalas réalisé avec Marie Tenaille.

## Biographie
Gerda Muller naît le 21 février 1926. Elle grandit dans la banlieue d'Amsterdam. Son père décède en 1937.
Elle a suit des cours à l'École des arts décoratifs d'Amsterdam et découvre le travail de Rojan pour la collection du Père Castor et notamment Panache l’écureuil, Plouf canard sauvage et Scaf le phoque.
En 1948, Gerda Muller se rend à Paris pour la première fois et travaille pendant 6 mois à l'atelier de l'affichiste Paul Colin.
Elle travaille ensuite pour l'Atelier du Père Castor et illustre en 1952 La bonne journée, Le jardin des jeux et Marlaguette. Entre 1951 et 1967, elle illustre 43 livres pour les ateliers du Père Castor.

## Style
Les personnages de Gerda Muller sont toujours en mouvement et jamais figés.
Dans son dessin de la nature, et notamment pour La Fête des fruits, Ça pousse comment ? et Mon arbre, elle revendique le naturalisme.

## Technique
Gerda Muller utilise une grande variété de techniques selon les albums. Elle utilise la gouache pour Marlaguette ou Les quatre musiciens de Brême ou la plume et l'aquarelle pour la série des Turlutins.

## Ouvrages
Albums du Père Castor, Flammarion
- 1952 : La bonne journée
- 1952 : Le jardin des jeux , sans texte
- 1952 : Marlaguette, texte de Marie Colmont
- 1953 : Jeux de nourrices, texte de Jean-Michel Guilcher
- 1953 : Premiers jeux, texte de Jean-Michel Guilcher
- 1954 : Jan de Hollande, texte de Paul François et Jean-Michel Guilcher
- 1957 : Tricoti-tricota, texte de May d'Alençon
- 1958 : La Chèvre et les biquets de Paul François
- 1958 : Trois petits cochons de Paul François
- 1959 : Un pantalon pour mon ânon, texte de Marie Colmont
- 1959 : Les Bons Amis, texte Paul François
- 1961 : Marianne fait les commissions, texte de Paul François
- 1962 : Le Singe et l'hirondelle, texte de Jean-Michel Guilcher
- 1963 : Histoire du bébé lion, texte d'Amélie Dubouquet
- 1963 : Histoire du petit chien, texte d'Amélie Dubouquet
- 1966 : Les deux bossus, texte de Jean-Michel Guilcher
- 1966 : Le violon enchanté, texte de Jean-Michel Guilcher
- Boucle d'or et les trois ours, texte de Rose Celli,  (ISBN 978-2-08-166008-3)
- Les Nains et le géant de Tore Dahlström
- Perlette goutte d'eau de Marie Colmont
- Pic et Pic et Colégram de Marie Colmont
- Poulet des Bois de Marie Colmont
- 1974 : Sinikka de Finlande, de Annikki Willig

Gallimard
- 1992 : Mon arbre, édition française de Unser Baum ; rééd. L'Ecole des loisirs

Belin
- 1974-1978 : Lisons, Lisette, trois titres du CP au CE2, texte de Roger Millot et Yvette Thébaud
- 1977 : Allons-y les copains !, texte de Résie Pouyanne
- 1979 : En vacances, les copains !, texte de Résie Pouyanne
- 1982 : Dans le vent, les copains !, texte de Résie Pouyanne

éditions Gautier-Languereau
- 1971 : Ti-ti-ping, la petite mésange
- 1974 : Brimborion, le petit poney, texte de Résie Pouyanne
- 1974:  Ficelle le petit chat,  texte de Résie Pouyanne
- 1976 : Patiou chien de berger, texte de Résie Pouyanne [5]
- 1978 : Justine, la chevrette, texte de Résie Pouyanne
- 1979 : Chipeur, le raton laveur, texte de Marie Tenaille
- 1980 : Les aventures de Tom Pouce, texte d'Hélène Fatou
- 1982 : Pirouette, la loutre, texte de Résie Pouyanne
- 1984 : Finn, le petit renne, texte de Résie Pouyanne
- 1985 : Kunkrun, l’effroyable sorcière, texte de Marie Tenaille

éditions Hachette
- 1979 : Tarka, la loutre, texte d’Henry Williamson

éditions Nathan
- 1983 : Les Turlutins et l'élixir de soleil, texte d'Anne-Marie Chapouton
- 1983 : Les Turlutins fêtent Noël, texte d'Anne-Marie Chapouton
- 1983 : Les Turlutins et les grenouilles, texte d'Anne-Marie Chapouton
- 1985 : Les Turlutins et la rivière, texte d'Anne-Marie Chapouton

éditions Ravensburger - Otto-Maier
- 1988 : La journée du petit lapin, texte de Gerlinde Wiencirz
- 1989 : Un jardin dans la ville
- 1993 : Bonne journée petit moineau !, texte de Gerlinde Wiencirz
- 1995 : Bonne journée petit hérisson !, texte de Gerlinde Wiencirz
- 1997 : La journée du petit cochon, texte de Gisela Stottele

L'École des loisirs
- 1998 : Pivoine mon âne
- 1999 : Devine qui fait quoi
- 2001 : Quand Florica prend son violon
- 2002 : Où vont-ils quand il pleut ?
- 2003 : Les Turlutins et les écureuils, réédition, texte d'Anne-Marie Chapouton, réédition
- 2004 : Les Turlutins et la rivière, réédition, texte d'Anne-Marie Chapouton, réédition
- 2004 : Devine qui a retrouvé Teddy
- 2005 : Les Turlutins vont à la mer, réédition, texte d'Anne-Marie Chapouton, réédition
- 2006 : Boucle d'or et les trois ours, nouvelle version,   (ISBN 978-2-211-08501-4)
- 2013 : Ça pousse comment ?
- 2014 : Les quatre musiciens de Brême
- 2017 : La Fête des fruits
- 2018 : Mon arbre, édition française de Unser Baum (1991) ; réédition de l'édition française de 1992 chez Gallimard Jeunesse
- 2019 : Apprenti Sorcier, adapté de Johann Wolfgang von Goethe

## Expositions
- 2012 : Musée de l'illustration jeunesse de Moulins[6]

## Prix et distinctions
- 1976 : Prix critique en herbe de la Foire du livre de jeunesse de Bologne pour Nours et Pluche, les petits koalas réalisé avec Marie Tenaille[7]
- 1994 : (international) « Honour List »[8] de l' IBBY pour Mon arbre